# Назаревич, Антон Григорьевич
Антон Григорьевич Назаревич (род. 30 июля 1998, Севастополь) — российский хоккеист, нападающий. Игрок «Динамо (СПб)» из ВХЛ.

## Биография
Родился 30 июля 1998 года в Севастополе.
Занимался хоккеем с шайбой в московской «Северной звезде».
В сезоне-2014/15 дебютировал в составе московского «Динамо» в юношеском первенстве России среди игроков до 17 лет. Провёл 36 матчей, в которых набрал 37 (19+18) очков. Также выступал на юношеском уровне за мытищинский «Атлант».
В сезоне-2015/16 играл в МХЛ в составе петербургского МХК «Динамо». Сыграл 55 матчей, в которых набрал 16 (10+6) очков. Вплоть до 2019 года продолжал выступать за молодёжку петербургского «Динамо», проведя всего 250 матчей и набрав 203 (110+93) очка. В сезоне-2018/19 стал самым полезным игроком МХЛ (+56) и лидером лиги по числу победных шайб (12). Дважды побеждал в Кубке вызова МХЛ в составе сборной Западной конференции (2017, 2019).
В сезоне-2016/17 в составе петербургского «Динамо» дебютировал в ВХЛ, проведя 2 матча. В сезоне-2018/19 сыграл 3 матча в ВХЛ, сделав одну результативную передачу.
С 2019 года стал игроком основного состава петербургского «Динамо», проведя за две сезона 106 матчей и набрав 60 (37+23) очков. В сезоне-2019/20 с 26 шайбами стал лучшим снайпером команды и завоевал серебряную медаль Кубка Шёлкового пути.
28 мая 2021 года подписал двухлетний двусторонний контракт с московским «Динамо». В сезоне-2021/22 провёл 6 матчей в КХЛ. Дебютным для Назаревича стал домашний матч 6 октября 2021 года против московского ЦСКА (0:3). Параллельно продолжал выступать в ВХЛ за петербургское «Динамо», с 2020 года являющееся фарм-клубом московского «Динамо».
В мае 2022 года стал игроком «Сибири».

## Семья
Старший брат — Илья Назаревич (род. 1992), хоккеист.